# Zweiter Hundertjähriger Krieg
Als Zweiten Hundertjährigen Krieg bezeichnen einige, vorwiegend britische Historiker eine Reihe von Kriegen, die in der Frühen Neuzeit zwischen 1689 und 1815 zwischen dem Königreich England (ab 1707 dem Königreich Großbritannien bzw. ab 1801 dem Vereinigten Königreich von Großbritannien und Irland) und Frankreich (bis 1792 Königreich, dann Erste Französische Republik, ab 1802 Erstes Kaiserreich) geführt wurden. Der Begriff wurde vermutlich vom englischen Historiker John Robert Seeley in seinem einflussreichen Werk The Expansion of England: Two Courses of Lectures aus dem Jahr 1883 geprägt.
Wie auch der Hundertjährige Krieg des Spätmittelalters beschreibt der Begriff nicht eine militärische Auseinandersetzung, sondern einen fast durchweg andauernden Kriegszustand zwischen den beiden Hauptkonfliktparteien. Die Verwendung dieses Ausdrucks zeigt die Verbindung aller Kriege als Komponenten einer Rivalität zwischen Frankreich und Großbritannien um die weltweite Vormachtstellung. Es handelte sich um einen Krieg über die Zukunft der jeweiligen Kolonialreiche.
Die zahlreichen Kriege zwischen den beiden Staaten im Laufe des 18. Jahrhunderts umfassten üblicherweise auch andere europäische Länder in großen Allianzen, aber abgesehen vom Krieg der Quadrupelallianz standen Frankreich und Großbritannien einander immer als Kriegsgegner gegenüber.
In der kontinentaleuropäischen Sichtweise steht bei der Betrachtung dieser Kriege eher der habsburgisch-französische Gegensatz bzw. die Rivalität der Dynastien der Habsburger und Bourbonen im Vordergrund. Diese dauerte vom frühen 16. Jahrhundert bis zur Umkehrung der Allianzen 1763. Die britisch-französische Rivalität überlebte auch diese noch. Einige dieser Kriege, etwa der Siebenjährige Krieg, werden als Weltkriege angesehen und umfassten Schlachten in den wachsenden Kolonien in Indien, Amerika und auf den Hochseeschifffahrtsrouten rund um den Erdball.
Die Reihe von Kriegen begann mit der Besteigung des englischen Throns durch den niederländischen Statthalter Wilhelm von Oranien in der Glorious Revolution von 1688/89. Die letzten schottisch-englischen Könige des Hauses Stuart hatten als Konvertiten zum römisch-katholischen Glauben ein freundliches Verhältnis mit Ludwig XIV. gesucht. Ihre Vorgänger Jakob I. und Karl I., beide Protestanten, hatten ein englisches Eingreifen in den Dreißigjährigen Krieg vermieden und ebenfalls nach einem friedlichen Auskommen mit Frankreich gestrebt. Die englischen Könige Karl II. und Jakob II. hatten Ludwig XIV. sogar in seinem Krieg gegen die Niederländische Republik unterstützt. Wilhelm von Oranien jedoch stellte sich gegen die katholische Monarchie Ludwigs XIV. und versuchte sich als Vorreiter der protestantischen Sache zu etablieren, Ludwig strebte im Neunjährigen Krieg vergeblich die Wiedereinsetzung der gestürzten Stuarts an. In den folgenden Jahrzehnten hielten die Spannungen an, da Frankreich die Jakobiten unterstützte, die durch Aufstände vor allem in Schottland Wilhelm und seine Nachfolger aus dem Haus Hannover (ab 1715) zu stürzen versuchten.
Nach dem Ende der Herrschaft Wilhelms III. von Oranien verschob sich der Gegensatz von Frankreich und Großbritannien von der Religion hin zu Wirtschaft und Handel, die beiden Staaten konkurrierten nun um die koloniale Vorherrschaft in Amerika und Asien.
Der Siebenjährige Krieg war einer der größten und entscheidenden Konflikte.
Die militärische Rivalität setzte sich mit der britischen Gegnerschaft zur Französischen Revolution und mit den andauernden Kriegen mit der neuen Republik und dem Ersten Kaiserreich Napoléon Bonapartes fort, die erste mit dessen Niederlage 1813 in der Völkerschlacht von Leipzig, gefolgt von den Hundert Tagen und der zweiten Niederlage Napoleons in der Schlacht bei Waterloo endete.

## Französische Wahrnehmung als „Karthago“ und „Rom“
Viele Franzosen jener Zeit sprachen über Großbritannien als das „perfide“ Albion, womit nahegelegt wurde, dass es sich um eine grundsätzlich unglaubwürdige Nation handelte. Die beiden Länder wurden mit dem antiken Karthago und Rom verglichen, wobei ersteres als gieriger, imperialistischer Staat gesehen wurde, der zusammenbrach, während letzteres ein intellektuelles und kulturelles Zentrum gewesen sei, das bestehen blieb und blühte:

„Die Republikaner wussten so gut wie die Bourbonen, dass die britische Beherrschung der Ozeane die kontinentale Machtpolitik aufwog und dass Frankreich nicht Europa beherrschen konnte, ohne Großbritannien zu zerstören. ‚Karthago‘ – dem Vampir, dem Tyrann der Meere, dem ‚perfiden‘ Feind und Träger einer korrupten Handelszivilisation – stand ‚Rom‘ gegenüber, der Träger einer universalen Ordnung, der Philosophie und selbstloser Werte.“